# Katarina Beskowová
Katarina Beskowová (švédsky Katarina Beskow (Beeskow) Froeken) (2. února 1867, Stockholm – 11. srpna 1939, Salcburk) byla švédská šachová mistryně.
Na ženském superturnaji v Semmeringu roku 1936, který vyhrála Sonja Grafová, skončila na devátém místě z dvanácti zúčastněných šachistek..
Celkem čtyřikrát se zúčastnila turnaje o mistryni světa v šachu žen. Největšího úspěchu dosáhla v roce 1927, kdy obsadila 2. místo.

## Výsledky na MS v šachu žen
| Rok  | Turnaj                           | Místo     | Výsledek | Pořadí |
| 1927 | 1. mistrovství světa v šachu žen | Londýn    | +9 -2 =0 | 2.     |
| 1930 | 2. mistrovství světa v šachu žen | Hamburk   | +2 -6 =0 | 4.     |
| 1931 | 3. mistrovství světa v šachu žen | Praha     | +2 -5 =1 | 4.     |
| 1937 | 6. mistrovství světa v šachu žen | Stockholm | 5,5/14   | 23.    |